# ماكسيم بيلوف
ماكسيم بيلوف (23 أبريل 1999 - ) هو لاعب كرة قدم بيلاروسي في مركز حراسة المرمى. لعب مع FC Dnepr Mogilev ‏.

## وصلات خارجية
- ماكسيم بيلوف على موقع الاتحاد الأوربي (الإنجليزية)
- ماكسيم بيلوف على موقع قاعدة بيانات كرة القدم.إي يو (الإنجليزية)
- ماكسيم بيلوف على موقع Soccerway.com (الإنجليزية)